# Campylospermum lutambensis
Campylospermum lutambensis är en tvåhjärtbladig växtart som först beskrevs av Hermann Sleumer, och fick sitt nu gällande namn av Biss.. Campylospermum lutambensis ingår i släktet Campylospermum och familjen Ochnaceae. Inga underarter finns listade i Catalogue of Life.